# Arquitectura blob

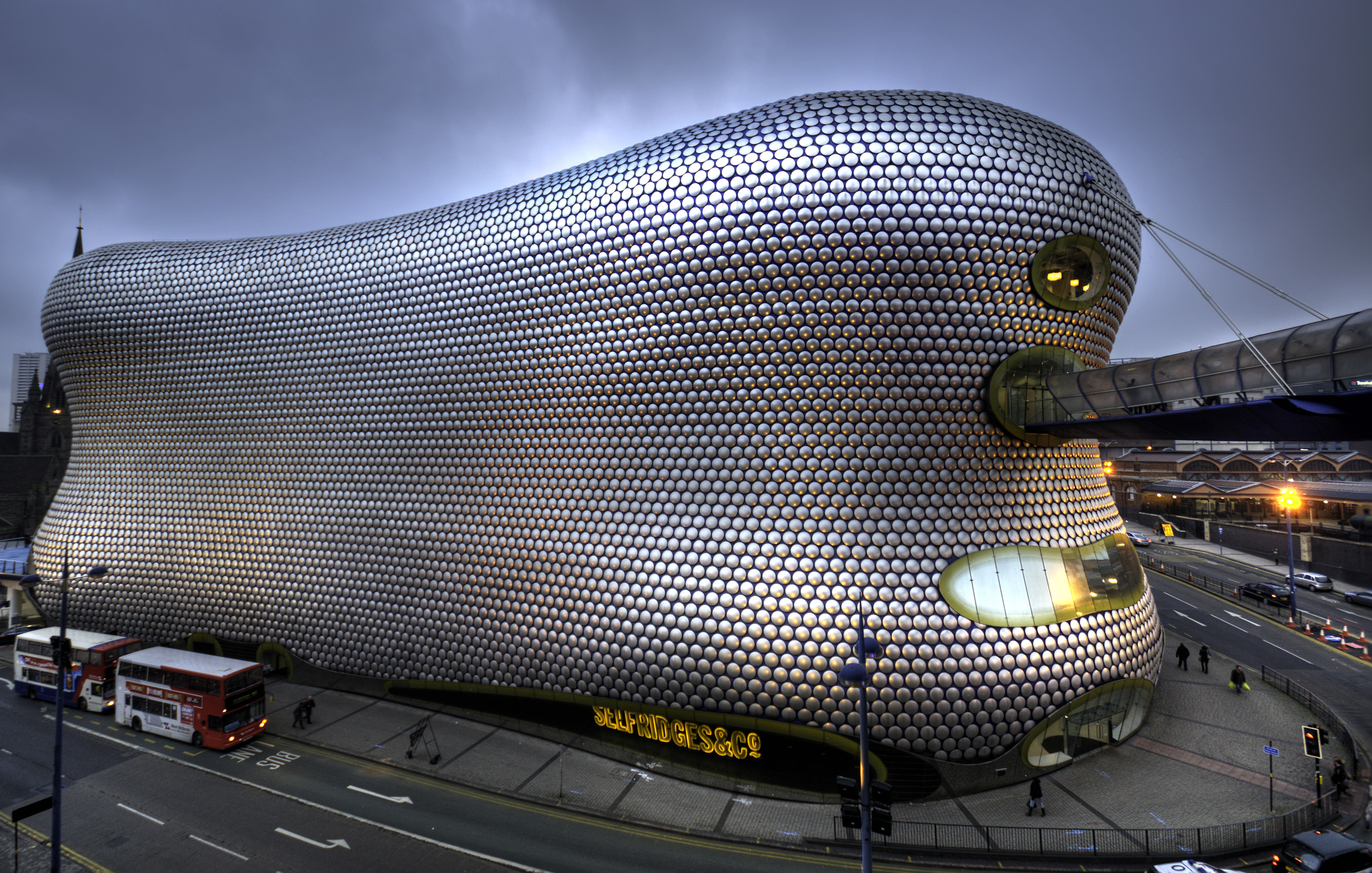
Edificio Selfridges

La arquitectura blob es un estilo arquitectónico surgido a finales del siglo XX. Se caracteriza porque los edificios tienen forma de ameba.

## Antecedentes
Un precedente es Archigram, un grupo de arquitectos ingleses que trabajaban en los años 60, al que pertenecía Peter Cook. Estaban interesados en la arquitectura inflable, así como en las formas que se podían generar a partir del plástico. Ron Herron, también miembro de Archigram, creó una arquitectura con forma de gota en sus proyectos de los años 60, como Walking Cities e Instant City, al igual que Michael Webb con Sin Centre.
El trabajo de Buckminster Fuller con las cúpulas geodésicas proporcionó precedentes tanto estilísticos como estructurales. Las cúpulas geodésicas forman los pilares del Proyecto Edén. El Edificio Copan de Oscar Niemeyer, construido en 1957, ondula asimétricamente, invocando la no linealidad irregular que a menudo se ve en la arquitectura blob. Hubo un aire de psicodelia en la década de 1970 del que estos proyectos de arquitectura experimental eran parte.
La Casa de los Picapiedra de William Nicholson en 1976 se construyó sobre grandes globos inflados. La Endless House de Frederick Kiesler, que no se construyó, es otro ejemplo temprano de arquitectura blob, aunque es simétrica en planta y fue diseñada antes de la existencia de las computadoras; su diseño para el Santuario del Libro (construcción iniciada en 1965), que tiene la característica forma de gota de fluido, también anticipa formas que interesan a los arquitectos de hoy. De manera similar, la obra de Vittorio Giorgini (Casa Saldarini), Pascal Haüsermann y, especialmente, la de Antti Lovag son ejemplos de blobs construidos con éxito. Este último construyó el famoso Palais Bulles cerca de Cannes en la Riviera francesa, propiedad del diseñador de moda Pierre Cardin.Otros ejemplos es la Casa Xanadu (1979) de Roy Mason.
Basándose en la forma más que en la tecnología, los diseños orgánicos de Antoni Gaudí en Barcelona y de los expresionistas como Bruno Taut y Hermann Finsterlin se consideran arquitectura blob. El surgimiento de nuevas teorías arquitectónicas orientadas a la estética como la Ontología Orientada a Objetos (OOO) ha llevado a los arquitectos contemporáneos a examinar explícitamente las implicaciones formales, tecnológicas y teóricas de la arquitectura blob, incluidas las obras de realidad aumentada digital-física de arquitectos como iheartblob.

## Desarrollo

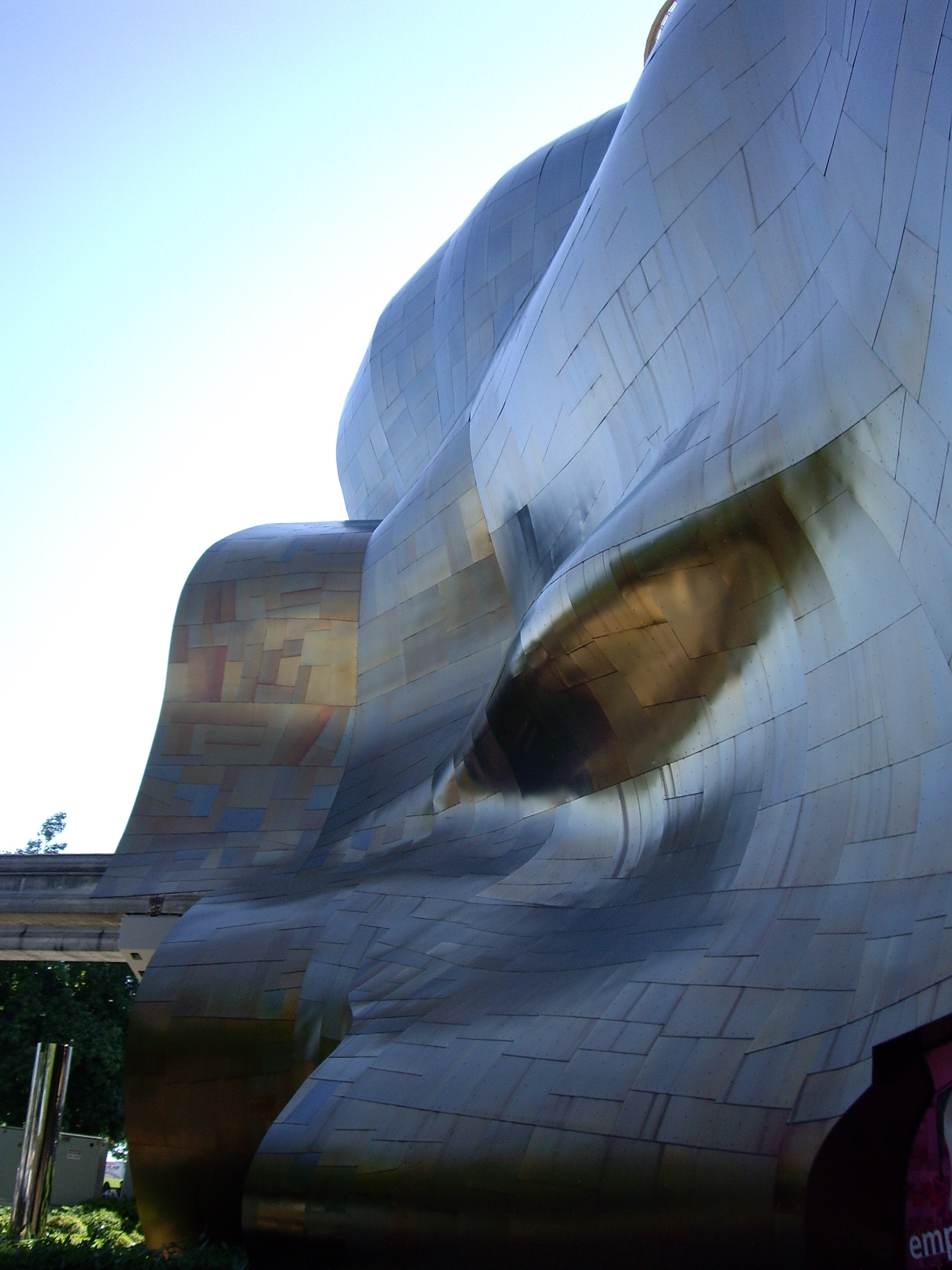
Museo de la Cultura Pop

La arquitectura blob empieza a tomar forma a partir de la década de 1990. El primer edificio blob completo fue construido en los Países Bajos por Lars Spuybroek y Kas Oosterhuis. Llamado Pabellón del Agua (1993-1997), tiene una forma completamente basada en computadora fabricada con herramientas de diseño asistido por computadora y un interior electrónico interactivo donde el sonido y la luz pueden ser transformados por el visitante. El término de arquitectura blob ha sido asociado a edificios como el Museo Guggenheim Bilbao (1997) y el Museo de la Cultura Pop (2000). Un edificio que también puede considerarse un ejemplo de la arquitectura blob es la Kunsthaus (2003) de Peter Cook y Colin Fournier en Austria y una rara incursión en este campo por parte de Herzog & de Meuron en su Allianz Arena (2005).